# Clã Hotta

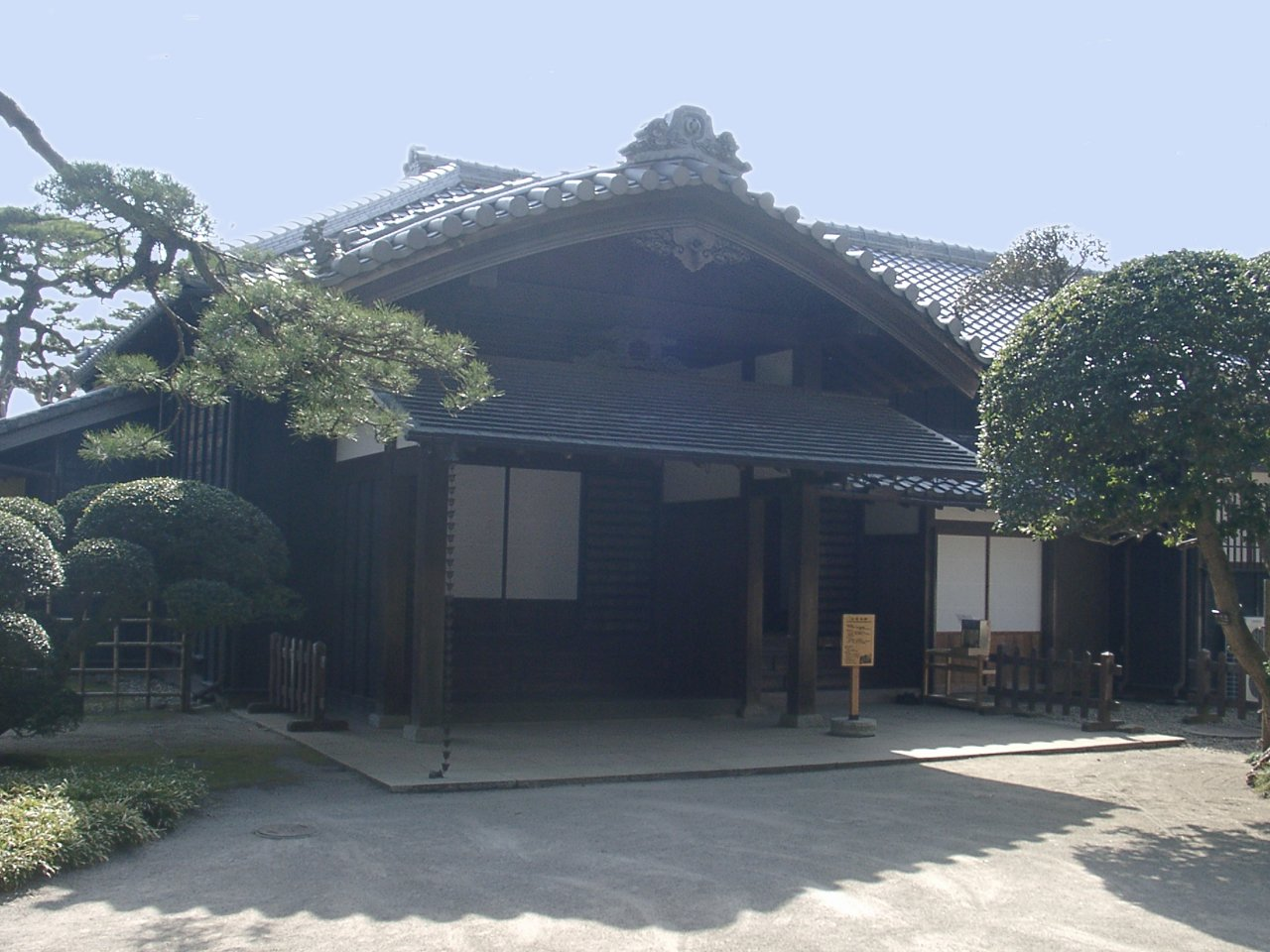
Residência do clã

O clã Hotta (堀田氏, Hotta-shi) foi um clã do Japão que governou o domínio de Sakura no final do Período Edo.